# Nobuko Asaka
Nobuko Asaka, född 1891, död 1933, var en japansk prinsessa. Hon var dotter till kejsar Meiji av Japan. 
Hon gifte sig 1906 med prins Yasuhiko Asaka, som var en avlägsen släkting, och efter bröllopet fick kejsarens tillstånd att kalla sina barn kejserliga prinsar och prinsessor. Hennes make skadades 1923 i Paris, och hon tillbringade 1923-1925 där för att sköta om honom. Hon påverkades där av art deco stilen, och lät vid sin återkomst förbereda uppförandet ett palats i denna stil. Hon diagnosticerades 1933 med kronisk nefrit på grund av symtom som hjärthypertrofi, levertumör, bronkit och näthinneinflammation.